# 1950 FIFAワールドカップ・予選
1950 FIFAワールドカップ 地区予選は、開催国と前回優勝国を含めて、34のナショナルチームがエントリーした。

## 概要
本大会に出場できるのは16チームで、開催国のブラジルと前回優勝国のイタリアは予選を免除された。
連合王国を構成するイギリスの各サッカー協会がFIFAワールドカップに初めて参加することになり、特例として1949年から1950年にかけて行われたブリティッシュ・ホーム・チャンピオンシップの1位と2位のチームが予選通過することとなった。
ドイツと日本は参加を拒否された。

## 出場枠
|               | 欧州 (UEFA) | 南米 (CONMEBOL) | 北中米カリブ海 (CONCACAF) | アフリカ (CAF) | アジア (AFC) | オセアニア (OFC) | 開催国 | 前回優勝国 | 合計 |
| 本大会 出場枠 | 7           | 4               | 2                         | 0              | 1            | 0                | 1      | 1          | 16   |

## 予選の方式
大陸別にグループを組んで、限られた上位のチームが本大会へ出場できる。それぞれグループの予選方法は以下の通りである。
- ヨーロッパ
  - グループ1 - 4チームで行われる。上位2チームが出場。
  - グループ2 - 3チームでトーナメント方式で行う（1次ラウンド・決勝）。決勝戦の勝者が出場。
  - グループ3 - 3チームでトーナメント方式で行う（1次ラウンド・決勝）。決勝戦の勝者が出場。
  - グループ4 - 3チームでトーナメント方式で行う（1次ラウンド・決勝）。決勝戦の勝者が出場。
  - グループ5 - 3チームで行われる。1位チームが出場。
  - グループ6 - 2チームで行われる。合計の得点で多かったチームが出場。
- 南米
  - グループ7 - 3チームで行われる。上位2チームが出場。
  - グループ8 - 4チームで行われる。上位2チームが出場。
- 北中米
  - グループ9 - 3チームで行われる。上位2チームが出場。
- アジア
  - グループ10 - 4チームで行われる。1位チームが出場。

## 各グループ予選

### グループ1
| チーム         | 勝ち点 | 試合数 | 勝 | 分 | 敗 | 得点 | 失点 | 得失点差 |
| -------------- | ------ | ------ | -- | -- | -- | ---- | ---- | -------- |
| イングランド   | 6      | 3      | 3  | 0  | 0  | 14   | 3    | +11      |
| スコットランド | 4      | 3      | 2  | 0  | 1  | 10   | 3    | +7       |
| ウェールズ     | 1      | 3      | 0  | 1  | 2  | 1    | 6    | -5       |
| 北アイルランド | 1      | 3      | 0  | 1  | 2  | 4    | 17   | -13      |

1950 FIFAワールドカップ・予選グループ1はブリティッシュ・ホーム・チャンピオンシップを兼ねて開催された。イギリスの4チーム（イングランド・スコットランド・ウェールズ・北アイルランド）が初めてFIFAワールドカップに参加した。2位となったスコットランドも1950 FIFAワールドカップ本大会出場権を獲得したが、自国はブリティッシュ・ホーム・チャンピオンシップの優勝チームでないという理由で本大会への出場を辞退した。

### グループ2

#### 1次ラウンド
| チーム | 勝ち点 | 試合数 | 勝 | 分 | 敗 | 得点 | 失点 | 得失点差 |
| ------ | ------ | ------ | -- | -- | -- | ---- | ---- | -------- |
| トルコ | 2      | 1      | 1  | 0  | 0  | 7    | 0    | +7       |
| シリア | 0      | 1      | 0  | 0  | 1  | 0    | 7    | -7       |

#### 決勝ラウンド
オーストリアが辞退した為、トルコの出場が決定。しかし、本大会直前にトルコは参加を辞退。理由はブラジルへの渡航費用の懸念とされる。

### グループ3

#### 1次ラウンド
| チーム         | 勝ち点 | 試合数 | 勝 | 分 | 敗 | 得点 | 失点 | 得失点差 |
| -------------- | ------ | ------ | -- | -- | -- | ---- | ---- | -------- |
| ユーゴスラビア | 4      | 2      | 2  | 0  | 0  | 11   | 2    | +9       |
| イスラエル     | 0      | 2      | 0  | 0  | 2  | 2    | 11   | -9       |

#### 決勝ラウンド
| チーム         | 勝ち点 | 試合数 | 勝 | 分 | 敗 | 得点 | 失点 | 得失点差 |
| -------------- | ------ | ------ | -- | -- | -- | ---- | ---- | -------- |
| ユーゴスラビア | 2      | 2      | 0  | 2  | 0  | 2    | 2    | 0        |
| フランス       | 2      | 2      | 0  | 2  | 0  | 2    | 2    | 0        |

2試合を終えて2チームの勝ち点、得失点差、総得点が並んだ。その為、再試合を中立地のイタリアで行った結果、ユーゴスラビアが3-2でフランスに勝利して出場を決めた。

### グループ4

#### 1次ラウンド
| チーム         | 勝ち点 | 試合数 | 勝 | 分 | 敗 | 得点 | 失点 | 得失点差 |
| -------------- | ------ | ------ | -- | -- | -- | ---- | ---- | -------- |
| スイス         | 4      | 2      | 2  | 0  | 0  | 8    | 4    | +4       |
| ルクセンブルク | 0      | 2      | 0  | 0  | 2  | 4    | 8    | -4       |

#### 決勝ラウンド
ベルギーが辞退した為、スイスの出場が決定した。

### グループ5
| チーム       | 勝ち点 | 試合数 | 勝 | 分 | 敗 | 得点 | 失点 | 得失点差 |
| ------------ | ------ | ------ | -- | -- | -- | ---- | ---- | -------- |
| スウェーデン | 4      | 2      | 2  | 0  | 0  | 6    | 2    | +4       |
| アイルランド | 3      | 4      | 1  | 1  | 2  | 6    | 7    | -1       |
| フィンランド | 1      | 2      | 0  | 1  | 1  | 1    | 4    | -3       |

フィンランドは途中棄権した。

### グループ6
| チーム     | 勝ち点 | 試合数 | 勝 | 分 | 敗 | 得点 | 失点 | 得失点差 |
| ---------- | ------ | ------ | -- | -- | -- | ---- | ---- | -------- |
| スペイン   | 3      | 2      | 1  | 1  | 0  | 7    | 3    | +4       |
| ポルトガル | 1      | 2      | 0  | 1  | 1  | 3    | 7    | -4       |

### グループ7
アルゼンチンが辞退した為、ボリビアとチリの出場が決定した。

### グループ8
エクアドルとペルーが辞退した為、パラグアイとウルグアイの出場が決定した。

### グループ9
1949年北米選手権がワールドカップ予選を兼ねた。
| チーム         | 勝ち点 | 試合数 | 勝 | 分 | 敗 | 得点 | 失点 | 得失点差 |
| -------------- | ------ | ------ | -- | -- | -- | ---- | ---- | -------- |
| メキシコ       | 8      | 4      | 4  | 0  | 0  | 17   | 2    | +15      |
| アメリカ合衆国 | 3      | 4      | 1  | 1  | 2  | 8    | 15   | -7       |
| キューバ       | 1      | 4      | 0  | 1  | 3  | 3    | 11   | -8       |

### グループ10
ビルマ、インドネシア、フィリピンが辞退した為、インドの本大会出場が決定したが、大会直前に参加を辞退した。その理由は、裸足でのプレーをFIFAに拒否されたためとも、ブラジルへの渡航費用の懸念とも、全インドサッカー連盟がワールドカップよりもオリンピックを重視していたためともされる。

## 本大会出場チーム
予選通過国のうち、スコットランド、トルコ、インドが辞退した。FIFAはポルトガルやフランス、アイルランドに出場権を与えようとしたが拒否されたため、本大会は13チームで開催された。
南米
- ブラジル(開催国＆前回3位・4大会連続4度目)
- ウルグアイ(3大会ぶり2度目)
- チリ(3大会ぶり2度目)
- パラグアイ(3大会ぶり2度目)
- ボリビア(3大会ぶり2度目)

ヨーロッパ
- イタリア(前回優勝国・3大会連続3度目)
- スイス(3大会連続3度目)
- スウェーデン(3大会連続3度目)
- スペイン(2大会ぶり2度目)
- ユーゴスラビア(3大会ぶり2度目)
- イングランド(初出場)

北中米カリブ海
- アメリカ合衆国(2大会ぶり3度目)
- メキシコ(3大会ぶり2度目)